# JoJo's Bizarre Adventure: Heritage for the Future
JoJo's Bizarre Adventure: Heritage for the Future (ジョジョの奇妙な冒険 未来への遺産, JoJo no Kimyōna Bōken - Miraie no Isan) est un jeu de combat développé et édité par Capcom sur CP System III en 1999. Il est basé sur le manga JoJo's Bizarre Adventure et plus précisément la troisième histoire,. Il est porté sur PlayStation et Dreamcast en 1999.

## Personnages
Le casting du jeu se base de la plupart des personnages principaux de Stardust Crusaders.
- Jôtarô Kujô
- Joseph Joestar
- Young Joseph
- Mohammed Avdol
- Noriaki Kakyoin
- New Kakyoin
- Jean Pierre Polnareff
- Iggy
- Dio Brando
- Shadow Dio
- Devo the Cursed / D'Bo
- Rubber Soul
- Hol Horse et J. Geil
- Hol Horse et Boingo
- Midler
- Chaka et Anubis
- Khan et Anubis
- Black Polnareff and Anubis
- Mariah
- Alessi
- Pet Shop
- Vanilla Ice / Iced

## Système de jeu
Le système de jeu reprend celui d'un jeu de combat en 2D classique : une barre de vie, un nombre de rounds à gagner, une barre de pouvoir qui se remplit en donnant des coups, etc.
La particularité de ce jeu est qu'on peut y invoquer les Stand. En effet, comme dans le manga, presque tous les personnages ont un stand, un double dérivé de la personnalité du porteur qui l'aide au combat. Il peut être invoqué à n'importe quel moment du combat et rend soit les attaques plus puissantes, soit donne de nouvelles attaques pour le personnage. En contre-partie, une barre en dessous de la barre de vie du personnage se vide quand il prend des coups et que son stand est activé, si jamais cette barre tombe à zéro, non seulement le stand est désactivé mais en plus le personnage est paralysé pendant un petit temps et le rend à la merci de l'adversaire. Il faut attendre que la barre remonte au maximum pour pouvoir réutiliser le stand, la barre peut également remonter en désactivant le stand. À savoir que le stand est également désactivé si le personnage se prend une furie.
Le 2e élément du jeu est le tandem. c'est une sorte une furie qui fait invoquer le stand et le fait faire une série de coups. Le tandem est extrêmement pratique pour créer des imbloquables et en plus il est possible à mettre après un combo.

## Portage console

Logo occidentale du jeu Jojo's Bizarre Adventure

Le jeu est porté sur console comprenant les deux versions du jeu parus sur borne d'arcade, il reprend le même logo type du deuxième sorti en 1999 :
1. JoJo's Venture : 1998
2. JoJo's Bizarre Adventure: Heritage for the Future